# Escorxador de Roquetes
L'escorxador de Roquetes és un edifici d'estil noucentista construït el 1922 a Roquetes (Baix Ebre), inclòs a l'Inventari del Patrimoni Arquitectònic de Catalunya. Actualment és la Seu i Centre de visitants del Parc Natural dels Ports.

## Descripció
L'edifici de l'antic escorxador és de planta rectangular, format per un cos longitudinal que té a la part mitjana un altre cos que sobresurt emmarcat, a banda i banda, per dos cossos més, també rectangulars, dividint l'espai frontal del recinte en cinc espais, tres patis tancats per un reixat (dos laterals i un central que dona a l'entrada principal) i els dos cossos rectangulars ja esmentats.
Exteriorment, té l'alçada d'una planta amb grans finestrals de sobri emmarcament. Destaquen la façana principal, així com el significatiu ritme establert entre les finestres i les bandes verticals situades entre aquestes i a les cantonades dels diferents cossos (aquestes bandes sobresurten per damunt de la cornisa). Igualment, destaca la franja ornamental (horitzontal) amb motius vegetals que corre entre les finestres i la cornisa.

## Història
Aquest escorxador fou creat per a substituir l'anterior, situat al carrer de Santa Càndida. Sempre va funcionar com a escorxador, fins i tot durant la Guerra Civil, període en el que només va ésser tancat per uns nou mesos per ser a primera línia de foc i funcionar com a intendència militar.
L'únic afegit és un petit cos situat a l'extrem dret (vist des de la façana principal), construït a finals de la dècada dels 40 i principis dels 50 per a la matança del porc.